# GT Большой Медведицы
GT Большой Медведицы (лат. GT Ursae Majoris), HD 91543 — двойная затменная переменная звезда типа Беты Лиры (EB) в созвездии Большой Медведицы на расстоянии приблизительно 180 световых лет (около 55 парсеков) от Солнца. Видимая звёздная величина звезды — от +8,43m до +8,14m.

## Характеристики
Первый компонент — жёлто-белая звезда спектрального класса F2.